# Iyele Dorsa
Iyele Dorsa zijn lage heuvelruggen op de planeet Venus. De Iyele Dorsa werden in 1985 genoemd naar Iyele, een Moldavische heks die de wind beheerste.
De richels hebben een lengte van 595 kilometer en bevinden zich ten westen van Guinevere Planitia in de quadrangles Metis Mons (V-6) en Beta Regio (V-17).